# Stephen Hawes
Stephen Hawes (Suffolk, ca. 1474 – 1523) was een Engels dichter. Zijn geboorteplaats en -datum zijn niet met zekerheid bekend. Hij studeerde in Oxford en in het buitenland. Hawes reisde door Engeland, Schotland en Frankrijk en ontwikkelde zich tot een erudiet mens, die veel gedichten uit het hoofd kon reciteren. Zijn capaciteiten bezorgden hem een positie als kamerheer van Hendrik VII.
Hawes leefde in een tijd die kan worden gekenschetst als een overgangsperiode tussen de middeleeuwen en de Engelse renaissance. De taal maakte veranderingen door op het gebied van spelling en uitspraak en dat gold ook voor de literatuur. Zijn werk kan gezien worden als een overgang tussen het werk van de middeleeuwse dichter Geoffrey Chaucer en een renaissancedichter als Edmund Spenser, hoewel de invloed van Chaucer in zijn werk overheerst.
Stephen Hawes' werk werd in de meeste gevallen gedrukt door Wynkyn de Worde, met William Caxton een van de eerste Engelse drukkers. De belangrijkste daarvan zijn The Temple of Glass (gedrukt in 1505), A Joyful Meditation of the Coronation of Henry VIII (1509), The Example of Virtue (1504) en The Passtyme of Pleasure, or the Historie of Grande Amoure and La Belle Pucel (1505). 

The Pastime of Pleasure is een allegorie over het leven, verteld in de vorm van een ridderromance. De ridder Grande Amoure verwerft de capaciteiten die nodig zijn om een goede ridder te worden en de liefde van La Belle Pucel waardig te worden.